# Gempolklutuk
Gempolklutuk is een bestuurslaag in het regentschap Sidoarjo van de provincie Oost-Java, Indonesië. Gempolklutuk telt 1410 inwoners (volkstelling 2010).